# Giải quần vợt Lyon Mở rộng 2019
Giải quần vợt Lyon Mở rộng 2019 (còn được biết đến với Open Parc Auvergne-Rhône-Alpes Lyon) là một giải quần vợt nam thi đấu trên mặt sân đất nện ngoài trời. Đây là lần thứ 3 Giải quần vợt Lyon Mở rộng được tổ chức và là một phần của ATP World Tour 250 của ATP World Tour 2019. Giải đấu diễn ra ở thành phố Lyon, Pháp, từ ngày 19 tháng 5 đến ngày 25 tháng 5 năm 2019.

## Nội dung đơn

### Hạt giống
| Quốc gia | Tay vợt               | Xếp hạng1 | Hạt giống |
| -------- | --------------------- | --------- | --------- |
| GEO      | Nikoloz Basilashvili  | 18        | 1         |
| ESP      | Roberto Bautista Agut | 20        | 2         |
| CAN      | Denis Shapovalov      | 22        | 3         |
| CAN      | Félix Auger-Aliassime | 30        | 4         |
| SRB      | Dušan Lajović         | 31        | 5         |
| FRA      | Richard Gasquet       | 39        | 6         |
| FRA      | Pierre-Hugues Herbert | 40        | 7         |
| POL      | Hubert Hurkacz        | 41        | 8         |

- Bảng xếp hạng vào ngày 13 tháng 5 năm 2019.

### Vận động viên khác
Đặc cách:
- Richard Gasquet
- Corentin Moutet
- Denis Shapovalov

Bảo toàn thứ hạng:
- Jo-Wilfried Tsonga

Vượt qua vòng loại:
- Steven Diez
- Maxime Janvier
- Jannik Sinner
- Jiří Veselý

Thua cuộc may mắn:
- Lloyd Harris
- Tristan Lamasine

### Rút lui
Trước giải đấu
- Tomáš Berdych → thay thế bởi  Benoît Paire
- John Isner → thay thế bởi  Pablo Andújar
- Martin Kližan → thay thế bởi  Lloyd Harris
- Mikhail Kukushkin → thay thế bởi  Tristan Lamasine
- Jan-Lennard Struff → thay thế bởi  Ugo Humbert

Trong giải đấu
 Richard Gasquet

### Bỏ cuộc
- Bernard Tomic

## Nội dung đôi

### Hạt giống
| Quốc gia | Tay vợt        | Quốc gia | Tay vợt                | Xếp hạng1 | Hạt giống |
| -------- | -------------- | -------- | ---------------------- | --------- | --------- |
| RSA      | Raven Klaasen  | NZL      | Michael Venus          | 31        | 1         |
| CRO      | Ivan Dodig     | FRA      | Édouard Roger-Vasselin | 60        | 2         |
| GBR      | Ken Skupski    | GBR      | Neal Skupski           | 80        | 3         |
| GBR      | Luke Bambridge | GBR      | Jonny O'Mara           | 90        | 4         |

- Bảng xếp hạng vào ngày 13 tháng 5 năm 2019.

### Vận động viên khác
Đặc cách:
- Antoine Hoang /  Grégoire Jacq
- Ugo Humbert /  Tristan Lamasine

Thay thế:
- Romain Arneodo /  Hugo Nys
- Gong Maoxin /  Lloyd Harris

### Rút lui
Trước giải đấu
- Martin Kližan
- Cameron Norrie

Trong giải đấu
- Michael Venus

## Nhà vô địch

### Đơn
- Benoît Paire đánh bại  Félix Auger-Aliassime, 6–4, 6–3

### Đôi
- Ivan Dodig /  Édouard Roger-Vasselin đánh bại  Ken Skupski /  Neal Skupski, 6–4, 6–3